# She Don't Fool Me
She Don't Fool Me è una canzone della rock band inglese Status Quo, pubblicata come singolo nel giugno del 1982.

## La canzone
Contenuti leggerissimi e sonorità di spicciolo rock and roll senza pretese distinguono questo 45 giri degli Status Quo, il secondo estratto dall'album 1+9+8+2 = XX.
Il singolo non riesce a bissare il successo del precedente Dear John e nelle classifiche inglesi si ferma alla posizione n. 36.

## Tracce
1. She Don't Fool Me - 4:30 - (Parfitt/Bown)
2. Never Too Late - 3:57 - (Rossi/Frost)

## Formazione
- Francis Rossi (chitarra solista, voce)
- Rick Parfitt (chitarra ritmica, voce)
- Andy Bown (tastiere, chitarra, armonica a bocca, cori)
- Alan Lancaster (basso, voce)
- Pete Kircher (percussioni)

## British singles chart
| Posizione | 53 | 37 | 36 | 40 | 66 | uscito |